# 冰之下
《冰之下》是2017年首映的中国电影，由蔡尚君执导，黄渤、宋佳、小沈阳、刘桦等主演。黄渤凭借本片获得金爵奖最佳男演员。